# أبو الحسن آصف خان
أبو الحسن آصف خان (بالأردية: ابوالحسن آصف خان، وبالفارسية: میرزا حسن آصف‌خان) (1569 - 12 يونيو 1641) كان الوزير الأعظم للهند المغوليّة تولى سابقًا منصب الوكيل المُطلق لسلطنة مغول الهند وهو أعلى منصب إداريّ في البلاد. آصف خان هو والد السُلطانة الشهيرة ممتاز محل قرينة السُلطان شاهجهان والأخ الأكبر للسُلطانة نور جهان زوجة السُلطان جهانكير.

## أسرته
كان آصف خان ابن النبيل الفارسي ميرزا غياث بك المعروف بِـ«اعتماد الدَّولة» الذي كان رئيس الوزراء في عهد السُّلطان نور الدين جهانكير. والده غياث بك من مواليد طهران فهو أصغر أبناء الخواجة مُحمَّد شريف، الشَّاعر والوزير في مُقاطعة خُراسان الصفويَّة والدته هي عصمت بيگُم ابنة ميرزا علاء الدولة آقا مُلا.
والدا آصف خان من عائلات شهيرة حيث كان والده ميرزا غياث بيك من مُحمَّد شريف وعصمت بيگُم من عشيرة آقا مُلا. جاءت عائلة آصف خان فقيرة إلى الهند في سنة 1577م، عندما نُقِل والده غياث بك لخدمة السُّلطان جلال الدين أكبر في أغرة.